# Jean Louis de Nogaret de La Valette
Jean Louis de Nogaret de La Valette (Cazaux-Savès, mei 1554 - Loches, 13 januari 1642) was hertog van Épernon en een van de belangrijkste Franse edellieden in het begin van de 17e eeuw.

## Biografie
Jean Louis de Nogaret de La Valette werd geboren als zoon van Jean de Nogaret de La Valette en Jeanne de Saint-Lary de Bellegarde. Zowel zijn vader als zijn grootvader waren succesvol geweest in het leger en daardoor lag er ook een carrière voor hem in het verschiet in het leger. Nogaret de La Valette was actief tijdens de Hugenotenoorlogen en bij het Beleg van La Rochelle (1572), daar raakte hij in dienst van de latere koning Hendrik III van Frankrijk.
Voor zijn verdiensten werd Nogaret de La Valette in 1581 door koning Hendrik III benoemd tot de nieuwe hertog van Épernon. Hij verkreeg ook enkele functies aan het hof en in 1587 werd hij zelfs benoemd tot admiraal van Frankrijk. Na de moord op Hendrik III voerde hij fel oppositie tegen de nieuwe koning: Hendrik IV. Hij zou zelfs achter de moord op de koning zitten 1610. Daarentegen pleitte hij wel voor Maria de' Medici als regentes van Frankrijk. Vanaf 1622 was hij actief als militair-gouverneur van Guyenne. In 1638 verliet hij die post na een ruzie met de aartsbisschop van Bordeaux. Hij sleet zijn laatste dagen in het kasteel van Loches, daar overleed hij op 88-jarige leeftijd in 1642.

## Huwelijken en kinderen
In 1587 trouwde Nogaret de La Valette met Margarita van Foix-Candale, zij kregen samen vier zonen:
- Henry (1591-1639), hertog van Foix-Candale
- Bernard (1592-1661), hertog van Épernon
- Pierre (1589-?)
- Louis (1593-1639,) kardinaal

Na de dood van Margarita trouwde hij opnieuw, dit keer met Anne Castelet de Monier, bij wie hij nog een zoon verwekte. Daarnaast had hij ook nog drie onwettige kinderen bij Diane d'Éstrees.

## Trivia
- Jean de Nogaret de La Valette, was een verre neef van grootmeester Jean de la Valette van de Orde van Malta.
- Via de kleinzoon van zijn zoon Pierre is hij voorvader van Audrey Hepburn.